# Hévíz
Hévíz è una città dell'Ungheria di 4.457 abitanti (dati 2007). È situata nella contea di Zala a 5 km dal lago Balaton. È conosciuta soprattutto per il suo lago naturale alimentato da sorgenti calde che hanno effetti curativi.

## Lago medicinale
Il lago medicinale di Hévíz è il lago termale naturale biologicamente attivo più grande del mondo, che rinfresca al tempo stesso il corpo e lo spirito.
Il lago, della grandezza di 4,4 ettari, con sorgente profonda 38 metri, è alimentato da una sorgente contenente zolfo, e sostanze minerali, la cui abbondante portata d’acqua fa sí che nell’arco di 72 ore vi sia un ricambio d’acqua completo. L’acqua del lago di Hévíz è ricca al tempo stesso di materiali disciolti e di materiali gassosi, e unisce le proprietá favorevoli delle acque medicinali contenenti anidride carbonica, zolfo, calcio, magnesio, idrogenocarbonato.
D’inverno la temperatura dell’acqua è 23-25 °C, mentre d’estate raggiunge anche i 33-36 °C. La sua acqua è in continuo movimento: da un lato ruota lentamente da sinistra a destra, dall’altro invece dal basso verso l’alto (dato che l’acqua calda tende sempre a muoversi verso l’alto mentre quella fredda va a fondo). Questa corrente bidirezionale mantiene in continuo movimento l’acqua del lago, e per questo i bagnanti avvertono una sensazione simile ad un massaggio.

### Posizione geografica
Hévíz si trova nell'ovest dell'Ungheria a 193 km da Budapest. La città è accessibile dall'autostrada che collega il Balaton con la capitale. La stazione ferroviaria più vicina è a Keszthely, a cinque km dalla città. Hévíz dispone d'una autostazione.

### Tempo libero
Sia che Lei giunga ad Hévíz per un breve diversivo nel fine settimana, sia che lo faccia per un trattamento curativo di più lunga durata, si prenda sempre il tempo necessario per partecipare ai programmi ricreativi, alle gite attive, e per visionare le attrazione della zona circostante.
Nelle strade collinose questa cittadina estremamente bella i sentieri escursionistici e le piste ciclabili che circondano la città (e i campi da tennis, le piscine degli alberghi, ecc.) offrono eccellenti opportunità per un riposo attivo. Oltre ai programmi sportivi Le consigliamo la Collezione Museale della Città di Héviz nonché La invitiamo a provare programmi interessanti, quali ad esempio la gita in mongolfiera, il golf, la speleologia, oppure un giro sul Dotto lungo le osterie di Egregy.
Escursioni, trekking
Una passeggiata non richiede alcuna preparazione o attrezzatura sportiva. Gli escursionisti che desiderano entrare a contatto con la natura possono esplorare anche individualmente le zone circostanti ricche di foreste. 
La regione del Balaton Occidentale, e all’interno di essa l’altopiano del Piccolo-Balaton e del Balaton („Kis-Balaton e Balaton-felvidék”), con i loro tesori naturali unici, Héviz e i suoi dintorni ricchi di foreste offrono un’ottima possibilità per coloro che sono disposti a dedicare qualche giorno a girovagare per questa regione.
Gite in bicicletta
Héviz e dintorni assicurano molte possibilità per gite in bicicletta, abbondando di piste ciclabili e di sentieri escursionistici segnalati. Durante le gite in bicicletta potrá conoscere i paesini sulle rive dell’altopiano del Balaton, i bellissimi paesaggi naturali della zona, le montagne vulcaniche che custodiscono i ricordi di milioni di anni dei bacini che si nascondono dietro le catene montuose costiere, il mondo acquatico del Kis-Balaton (Piccolo Balaton).
A Hévíz ci sono numerose possibilità per noleggiare biciclette: anche alcuni alberghi o agenzie di viaggio offrono questa opzione ai loro clienti.

Scopra sulle due ruote le attrazioni e le bellezze della natura, facendo nel frattempo, cosa altrettanto importante, anche qualcosa per la Sua salute.

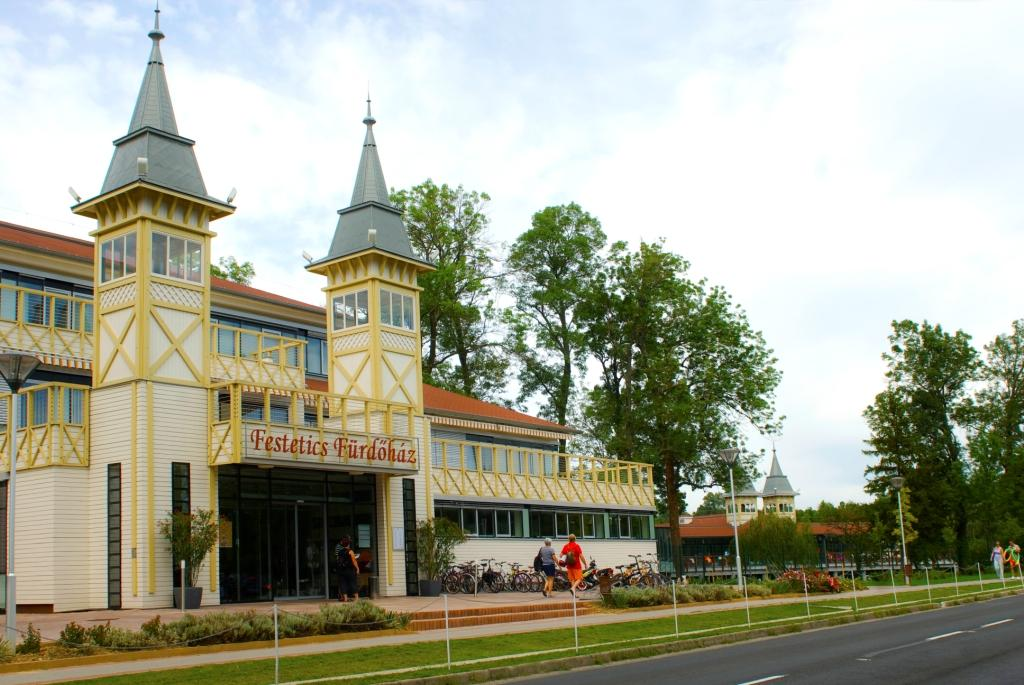
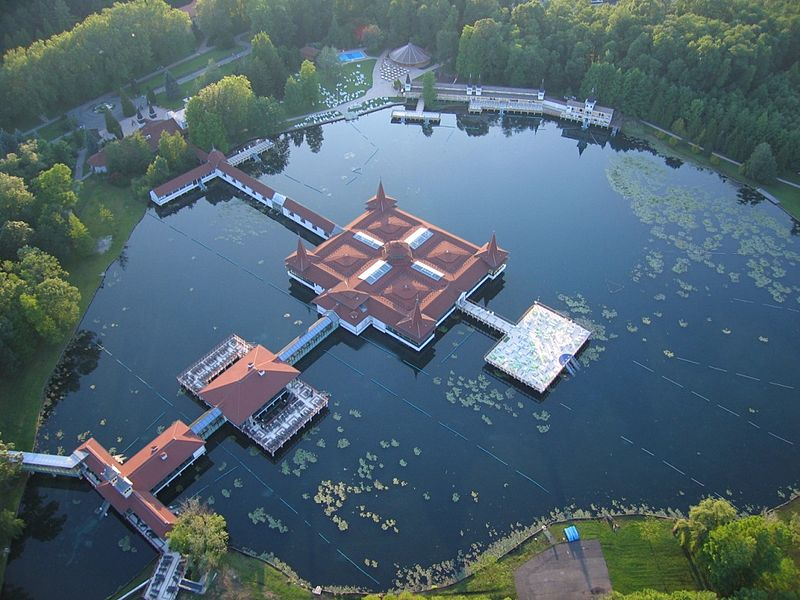
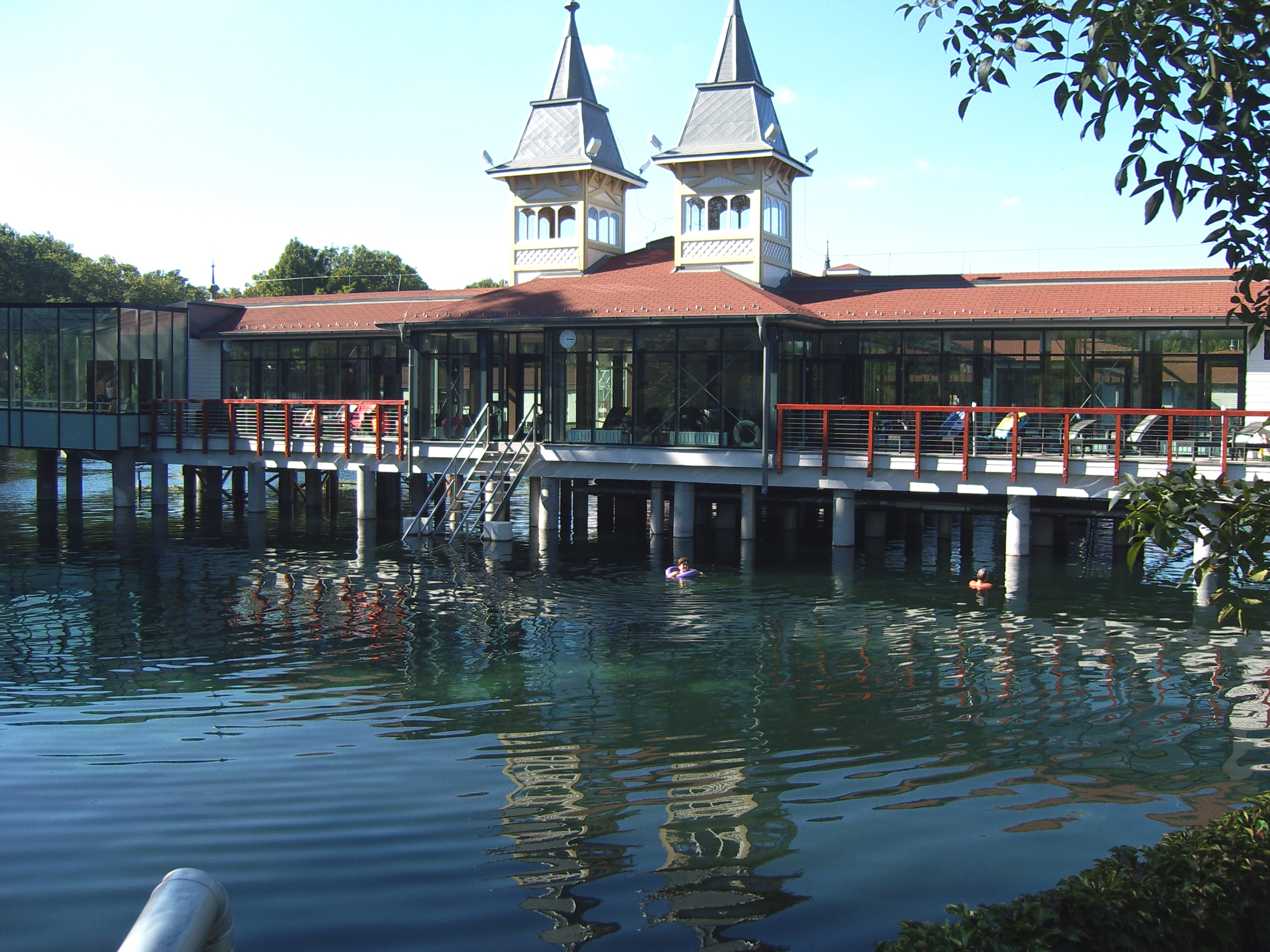
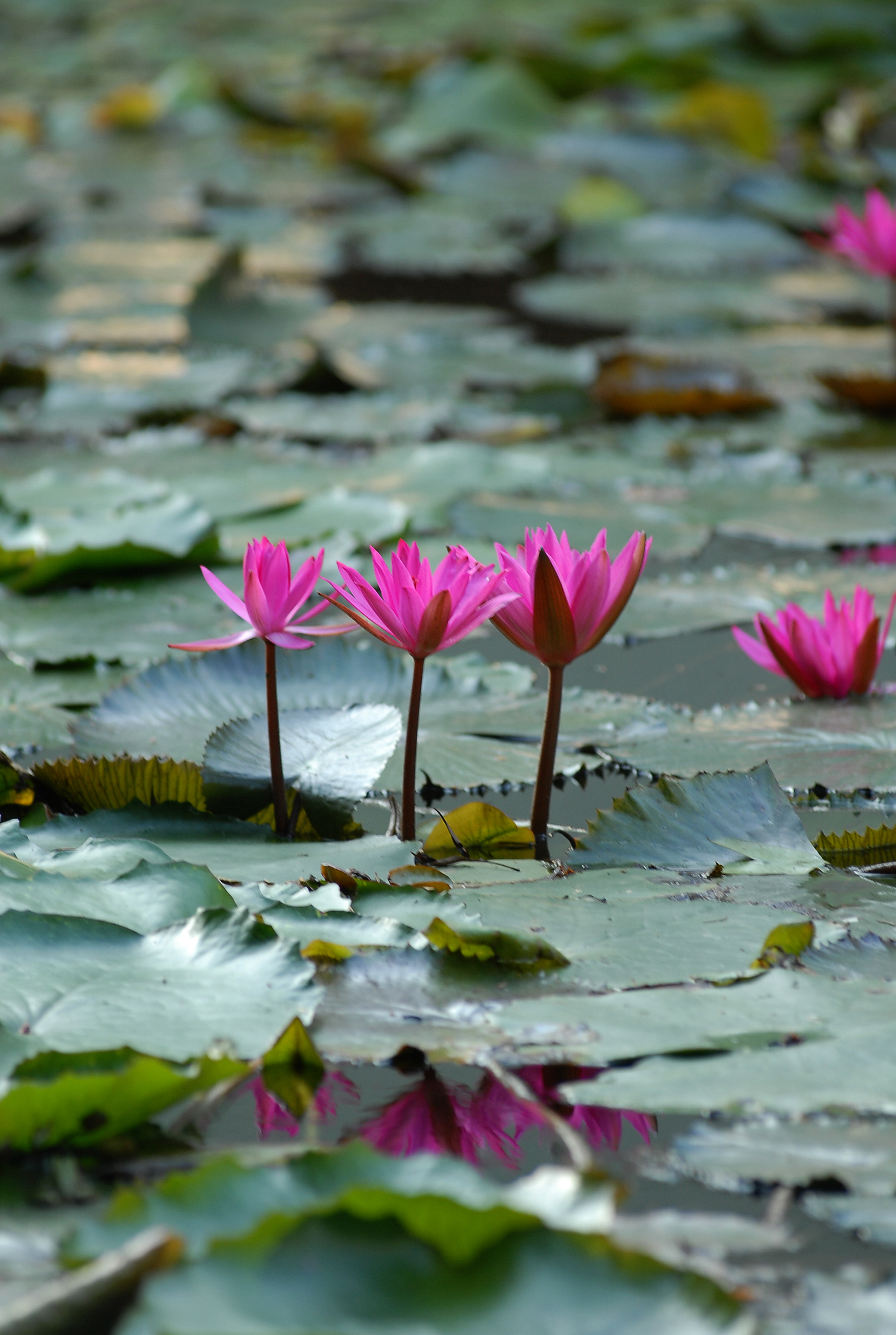
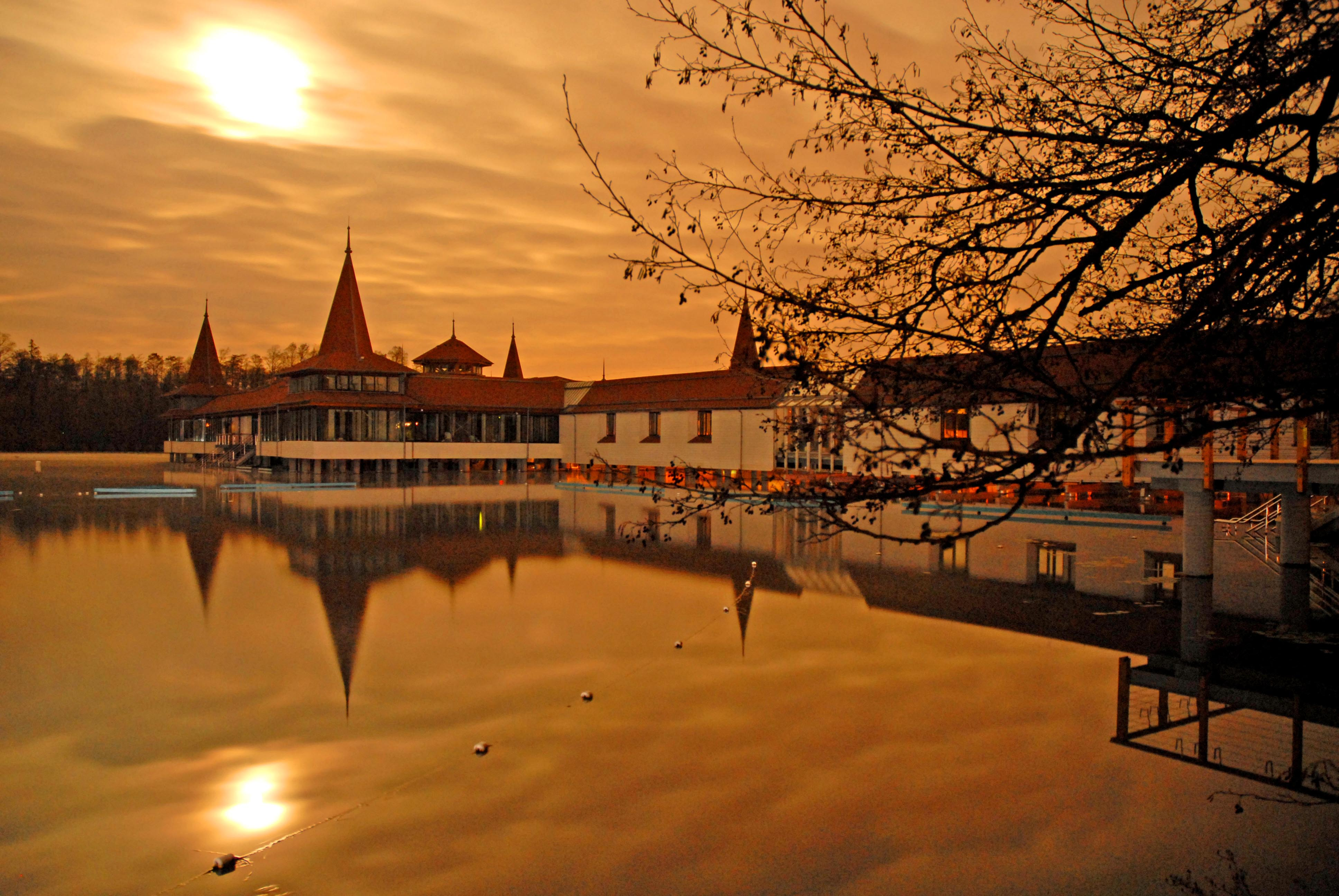
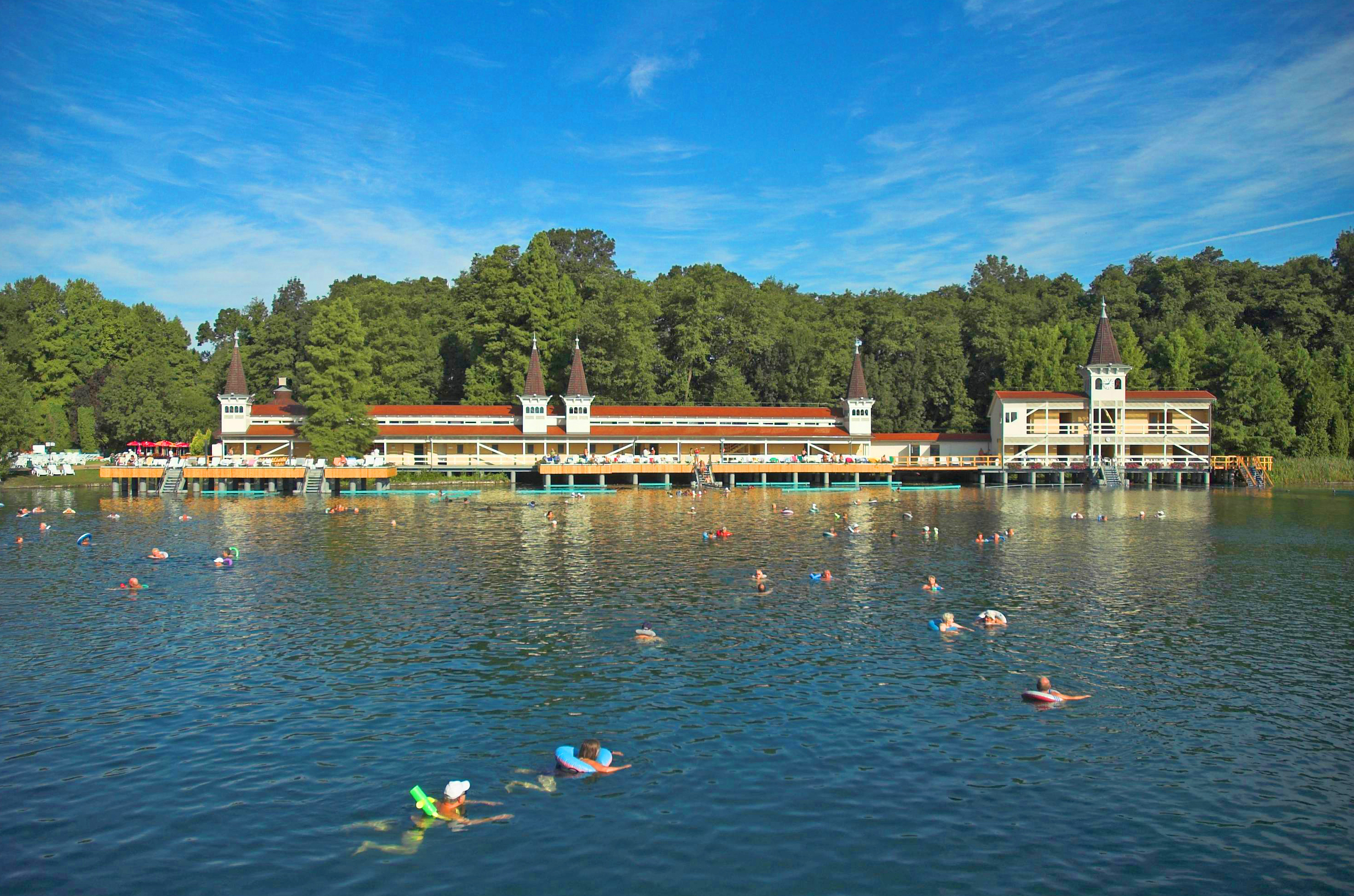
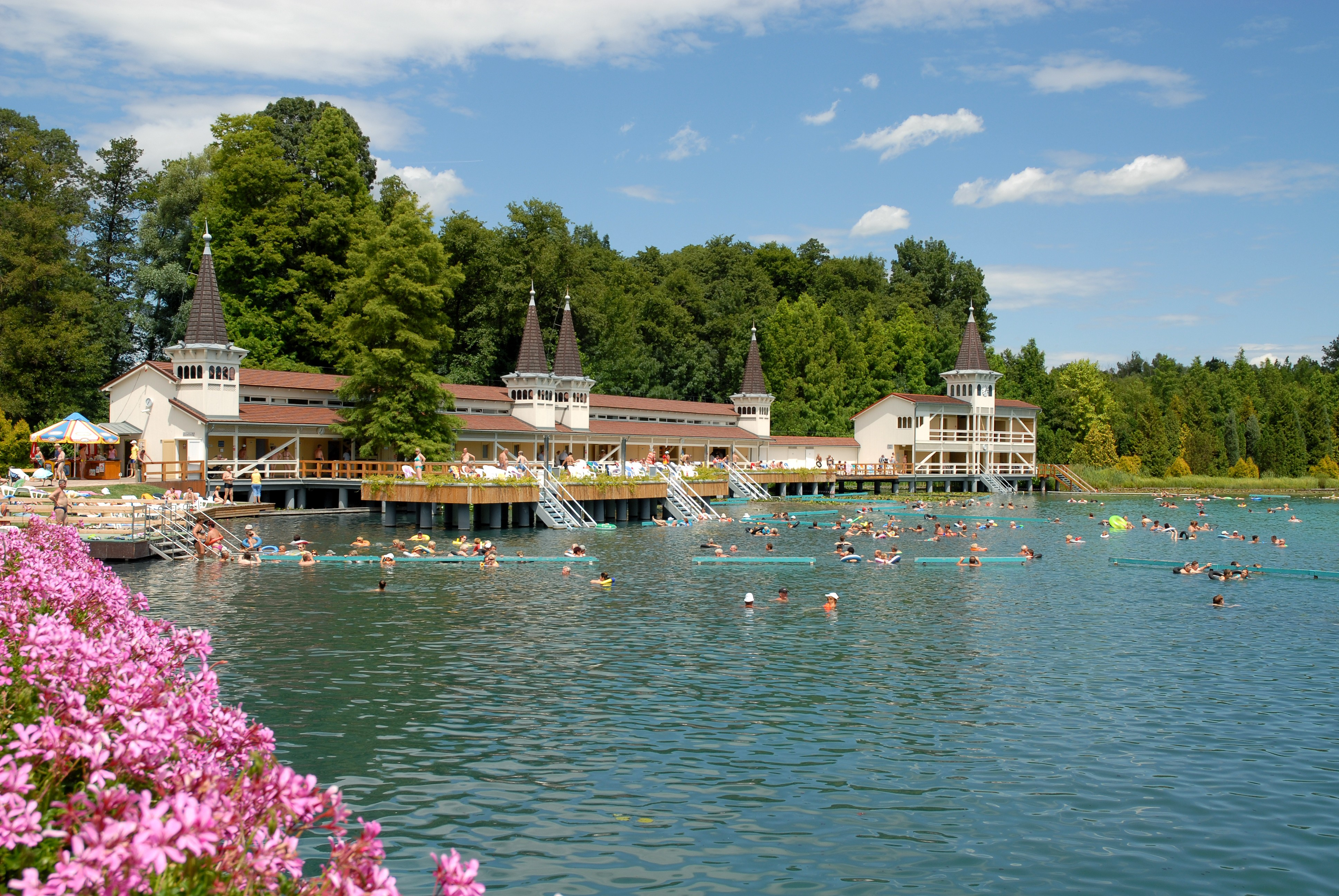